# Поцаля Сабина
Поца̀ля Сабѝна (на италиански: Pozzaglia Sabina) е село и община в Централна Италия, провинция Риети, регион Лацио. Разположено е на 878 m надморска височина. Населението на общината е 368 души (към 2010 г.).